# 明智ヒルトップサーキット
明智ヒルトップサーキット（あけちヒルトップサーキット）は、岐阜県恵那市にあるミニバイクのサーキット。1990年に中日本サーキット（岐阜県関市）が閉鎖され、そこでイベントを主催していた株式会社岩田オートが代替地として1991年に開設した。
90年代はミニバイクの聖地とも言われ、ミニバイクレース出身の世界GPライダー・全日本ライダーは明智ヒルトップサーキット（中日本も含む）の卒業者が多い。
2000年を境に少々荒廃気味となり存続が危ぶまれたが、2014年から運営会社が経営に再登板し付帯設備等を一新、見違えるほどにキレイな施設に蘇っている。

## 所在地
岐阜県恵那市明智町大田1101-1（中央自動車道瑞浪ICより約30分）

## コースデータ
- コース長 : 825m
- コース幅 : 7.5〜9m
- 直線長 : 165m
- ピット数 : 18
- 水洗トイレ・休憩室完備